# Escadrille 19
La disparition de l'escadrille 19, le 5 décembre 1945 au-dessus de l'Atlantique, concerne une patrouille de 5 avions torpilleurs Grumman TBF Avenger de l'US Navy, d'indicatif Flight 19 (vol 19),  qui effectuait un vol d'entraînement depuis la base aéronavale de Fort Lauderdale, en Floride. 
Les 14 pilotes et membres d'équipage de l'escadrille disparurent, ainsi que les 13 personnes à bord d'un hydravion PBM Mariner, un des appareils qui partirent à leur recherche. La tragédie contribua à forger le mythe du triangle des Bermudes. 

## Enquête
Les enquêteurs conclurent que l'escadrille 19 s'était perdue et avait probablement, à court de carburant, été forcée à amerrir dans une mer agitée. Le leader de la formation, le lieutenant Charles C. Taylor, arrivé en retard à son poste avant le décollage et ayant eu un comportement erratique et confus pendant l'opération, contribua à désorienter encore plus l'escadrille et à l'éloigner de la terre ferme. Taylor venait juste d'arriver à Fort Lauderdale et ne connaissait pas les conditions météorologiques de cette région, qui sont beaucoup plus changeantes. Le temps était effectivement bon au départ, mais une tempête tropicale se déclara et le chef de patrouille a probablement commis une erreur de navigation. L'hydravion a, quant à lui, été victime d'une défaillance mécanique.
Cette version fut remise en cause par certains dans les années qui suivirent. Le magazine Argosy, Charles Berlitz et Richard Winer, parmi d'autres, utilisèrent les premiers éléments rapportés par l'American Legion Magazine ainsi que leur propre recherche pour publier des thèses qui alimentèrent la légende du triangle des Bermudes.

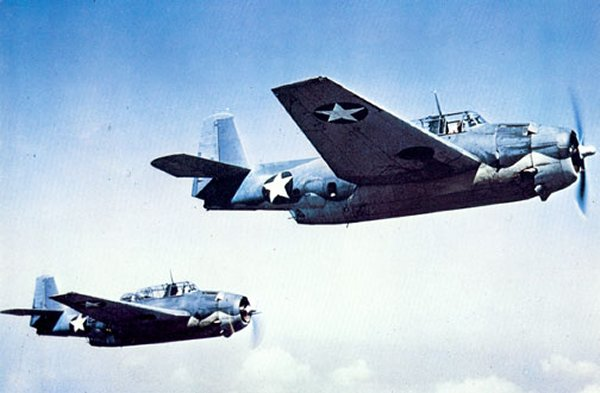
Formation de Grumman TBF Avenger.

## Historique des événements

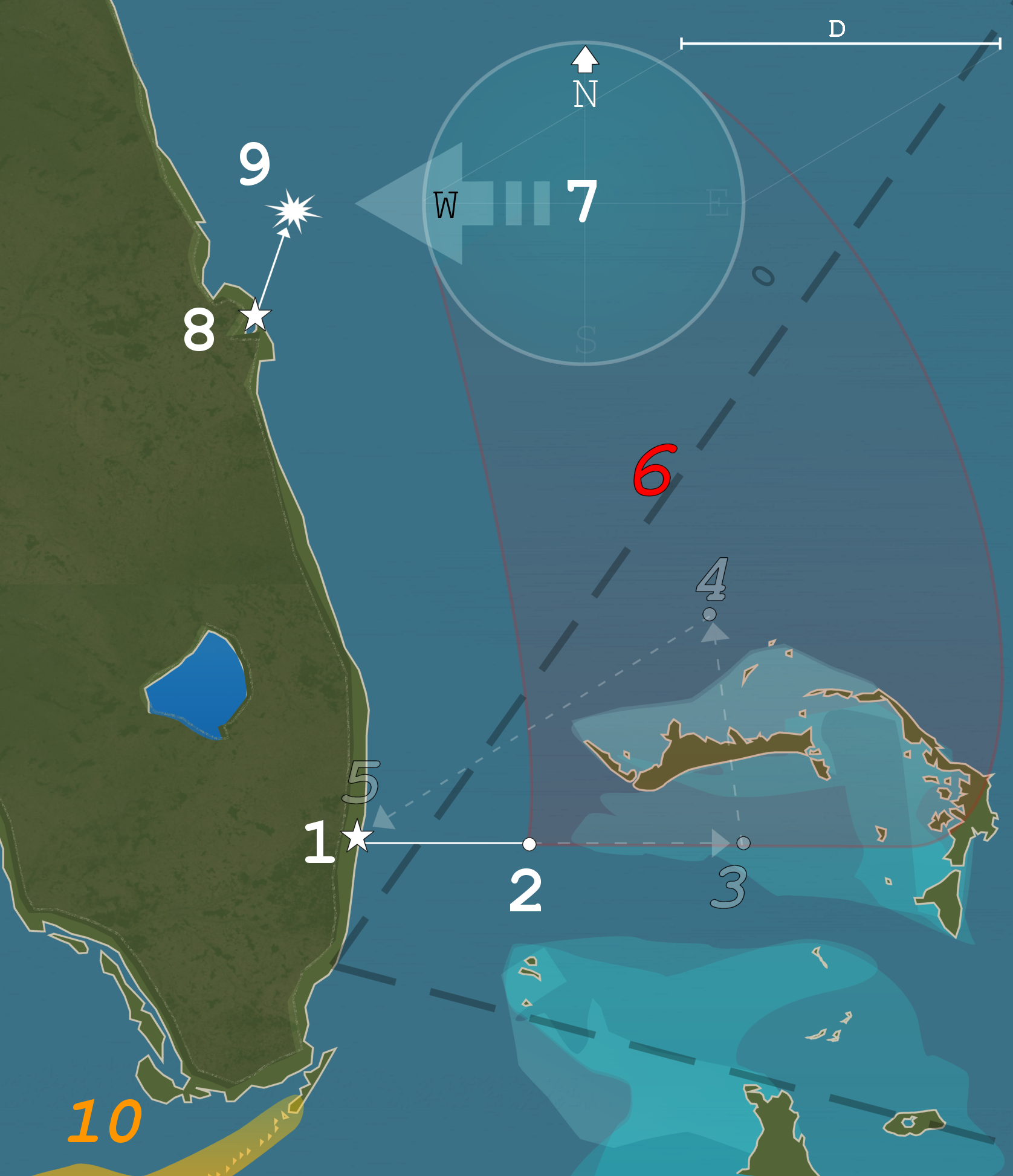
Carte du plan du vol 19 et sa position finale le 5 décembre 1945.

- 1. Décollage de la base aéronavale (NAS) 14 h 10.
- 2. Exercice de bombardement au-dessus des hauts-fonds de Hens and chickens jusqu'à environ 1 h.
- 3. Premier virage et direction 346° pendant 73 milles.
- 4. Second virage, nouvelle direction à 241° pendant 120 milles.
- 5. Arrivée prévue à NAS Ft. Lauderdale.
- 6. 15 h 40 - 17 h 50 position exacte inconnue.
- 7. Une radio triangulation à 17 h 50 réduit la position du vol sur 100 milles depuis le point 29° N 79° W et leur dernière direction 270°.
- 8. Le PBM-5 (BuNo 59225) décolle de la base aéronavale (NAS) de Banana River 19 h 27.
- 9. 19 h 50 PBM-5 (BuNo 59225) explose en vol près du point 28° N 80° W.
- 10. Les keys de Floride au-dessus desquelles pensait être le pilote Charles C. Taylor, leader de la mission.

## Le «mythe» de l'escadrille 19
- Le mythe d'un enlèvement de l'escadrille par des extra-terrestres a été utilisé comme l'une des péripéties du film Rencontres du troisième type (Close Encounters of the Third Kind).

## Voir aussi

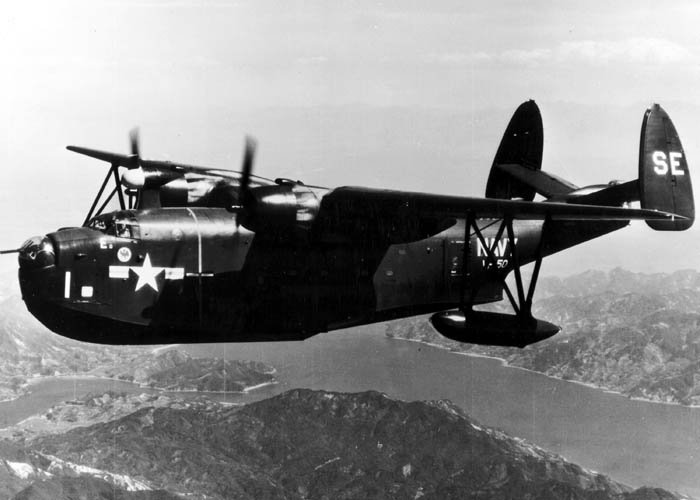
Hydravion PBM Martin Mariner.

## Source
- (en) Cet article est partiellement ou en totalité issu de l’article de Wikipédia en anglais intitulé « Flight 19 » (voir la liste des auteurs).